# Pholiota mucigera
Pholiota mucigera är en svampart som tillhör divisionen basidiesvampar, och som beskrevs av Holec och Tuomo Niemelä. Pholiota mucigera ingår i släktet tofsskivlingar, och familjen Strophariaceae. Enligt den finländska rödlistan är arten akut hotad i Finland. Arten har ej påträffats i Sverige.